# Efekt Mandeli
Efekt Mandeli – fałszywe wspomnienie podzielane przez większą grupę ludzi. Nazwę tego zjawiska określiła Fiona Broome, samozwańcza „konsultantka ds. paranormalnych”, po zauważeniu, że część osób ma podobnie do niej zniekształcone wspomnienie, jakoby Nelson Mandela, południowoafrykański działacz, zmarł w więzieniu w latach 80., podczas gdy faktycznie odszedł w 2013 roku.

## Mechanizm działania
Sformułowanie „efekt Mandeli” zostało po raz pierwszy użyte przez entuzjastkę zjawisk paranormalnych – Fionę Broome, w 2010 roku, a więc trzy lata przed faktyczną śmiercią Mandeli. Broome podzieliła się swoim fałszywym wspomnieniem w Internecie i odkryła, że część jej odbiorców również pamięta śmierć Mandeli w latach 80. (faktycznie zmarł w 2013 roku).
Twierdzi się, że wytłumaczeniem są zniekształcenia pamięci, a konkretnie tzw. efekt dezinformacji, który miałby polegać na „zmieszaniu się” dwóch lub więcej wspomnień. Dowodem miałaby być śmierć innego południowoafrykańskiego działacza, Steve’a Biko, który zmarł w 1977 roku.
Broome tłumaczy to zjawisko hipotetycznym istnieniem światów równoległych (jedna z teoretycznych koncepcji funkcjonowania wszechświata w fizyce kwantowej). „Badaczka” uważa, że osoby z innymi wspomnieniami, znajdowały się wcześniej w równoległej rzeczywistości, która z jakiegoś powodu połączyła się z rzeczywistością, „w której żyjemy”. Jednakże poglądy Broome nie są poparte żadnymi rzetelnymi dowodami. Można również spotkać się z przekonaniem, jakoby efekt Mandeli wynikał z podróży w czasie: zmiany dokonane po cofnięciu się w czasie miałyby powodować złudne wspomnienia. Poza tym, w społeczności internetowej, można zauważyć pewną grupę internautów, którzy wiążą to zjawisko z religią, wierzeniami, czy spirytyzmem. Są to jedynie poglądy i nurty, jakie obserwuje się wśród społeczeństwa i należy podkreślić, że nie są poparte dowodami naukowymi.

### Nauka a efekt Mandeli
Pamięć ludzka nie jest definiowana jako idealne odzwierciedlenie wydarzeń rzeczywistych. Jest ona podatna na zniekształcenia i zależy przede wszystkim od cech i doświadczeń jednostki. Nieświadome „nadpisywanie” lub „wymazywanie” wydarzeń z przeszłości, jest uznawane za normalne. Przynosi to zarówno negatywne, jak i pozytywne skutki. Takie zniekształcenia umożliwiają bowiem zwiększenie poziomu umiejętności poznawczych: mają ułatwiać mentalne „podróże w czasie” oraz budowanie tożsamości osobistej i życiowej.
Plastyczność poznawcza ma nieść ze sobą kolejny skutek, czyli wytworzenie tzw. pamięci zbiorowej. Wspomnienia autobiograficzne, w wyniku interakcji społecznych, mają być rekonstruowane w taki sposób, aby były odrębne od doświadczeń drugiej osoby, ale jednocześnie z nią zbieżne. Wytwarza się wówczas pamięć zbiorowa, która umożliwia dalsze budowanie tożsamości zbiorowej i uspołecznienie.
Zatem pamięć zbiorowa jest wspólną interpretacją przeszłości, jednak o tym pojęciu mówi się dopiero w przypadku, gdzie spaja i definiuje ona grupę społeczną oraz jest szeroko rozpowszechniona. Jako typowy przykład pamięci zbiorowej charakterystycznej dla pewnej grupy, uznaje się m.in. spostrzeżenia dotyczące różniących się ze sobą wspomnień wojny Rosjan oraz Amerykanów. Na tej podstawie kształtuje się np. tożsamość narodowa.
Jednym z najważniejszych pojęć w przypadku efektu Mandeli jest tzw. schemat. Ludzie wychowujący się w podobnych warunkach, podobnych środowiskach, czytający te same książki itd., mają podobne wzorce i standardy dotyczące pewnych sytuacji. Za pomocą interakcji społecznych ma właśnie wtedy powstawać pamięć zbiorowa. Twierdzi się, że wspomnienia są kształtowane m.in. przez interakcje interpersonalne. Jako że jednostki podatne są na konformizm, to w większości przypadków, mówca będzie przekazywał wspomnienie zbiorowe prawie nieprzekształcone, na zasadzie: say only what you take to be true (dosł. „mów tylko to, co uważasz za prawdziwe”), a zatem „nie dodawaj nic od siebie” (do opisywanego faktu). Masowe przekazywanie informacji w ten sposób skutkuje częściowym ujednoliceniem przeszłości, co wpływa na wytworzenie i kształtowanie pamięci zbiorowej. Można zatem z pewnością przyznać, że pamięć zbiorowa musi być „przekłamaniem” rzeczywistych zdarzeń (mniej lub bardziej). W taki właśnie sposób ma dochodzić do efektu Mandeli: nieprawidłowe zniekształcenie wersji przekazywanej informacji staje się powszechniejsze niż prawidłowa wersja, a więc ta zostaje wyparta.

## Efekt Mandeli w kulturze

Ogon Pikachu z serii Pokémon nie ma czarnego zakończenia

Efekt Mandeli jako zjawisko społeczne jest praktycznie wszechobecny. Często pojawiają się między innymi takie jego przykłady:
- W oryginalnej wersji filmów Piła (Saw), Jigsaw nie pyta „Czy chcesz zagrać w grę?” (Do you want to play a game?) ani „Zagrajmy w grę” (Let’s play a game). Tak naprawdę Jigsaw mówi „Chcę zagrać w grę” (I want to play a game)
- pierwsze rysunki Myszki Miki mają ogon
- w oryginalnej wersji Scooby-Doo Kudłaty (Shaggy) nie ma widocznego jabłka Adama
- Ciekawski George (Curious George) nigdy nie miał ogona
- w oryginale, film Seks w wielkim mieście (Sex in the City) ma tytuł Sex and the City („seks i miasto”)
- ogon Pikachu, bohatera serii Pokémon nigdy nie miał czarnego zakończenia
- w angielskiej wersji tytuł serii Zwariowane Melodie nie jest pisany The Looney Toons, a The Looney Tunes
- bohater serii Gwiezdne Wojny, C-3PO nie jest w całości złoty, lecz ma srebrną nogę

Przykłady efektu Mandeli można wymieniać tak naprawdę bez końca, co wynika z charakteru ludzkiej pamięci i jej samoistnego „przekształcania się” w ramach relacji międzyludzkich.